# ТВ Бел канал
ТВ Бел канал локална је телевизијска станица са сједиштем у Бањој Луци (улица Јована Дучића 23а). ТВ станица је комерцијалног карактера, а сигналом покрива северни део Босне и Херцеговине.
ТВ Бел канал је технички опремљена са најсавременијом дигиталном опремом, уз богату програмску шему (емитује програм од 7.00 до 24.00 часова) прилагођену свим старосним структурама становништва. Гледаоци се информишу о значајним догађајима у Бањој Луци, Републици Српској, БиХ и свијету уз различите документарне емисије из домаће и стране продукције.